# Живата гора
„Живата гора“ (на испански: El Bosque animado) е испански компютърно-анимационен филм от 2001 г. Базиран от книгата „Живата гора“ на Венцеслао Фернандез Флорез. Режисиран от Анхел де ла Круз и Маноло Гомес. Филмът излиза на екран от 3 август 2001 г. в Испания.

## Синхронен дублаж
Филмът има синхронен дублаж в студио 2 на Александра Аудио на видеоразпространителя Александра Видео с ръководителя Васил Новаков.

## Награди
„Гоя“ - 2002 г.
- Най-добър анимационен филм.
- Най-добра оригинална песен.

FANTASPORTO – 2001 г.
- Критици.
- Номиниран за най-добър филм.

Международен филмов фестивал в Чикаго – 2002 г.
- Детски награда на журито.
- Най-добър анимационен филм.